# Martín Ángel Martín

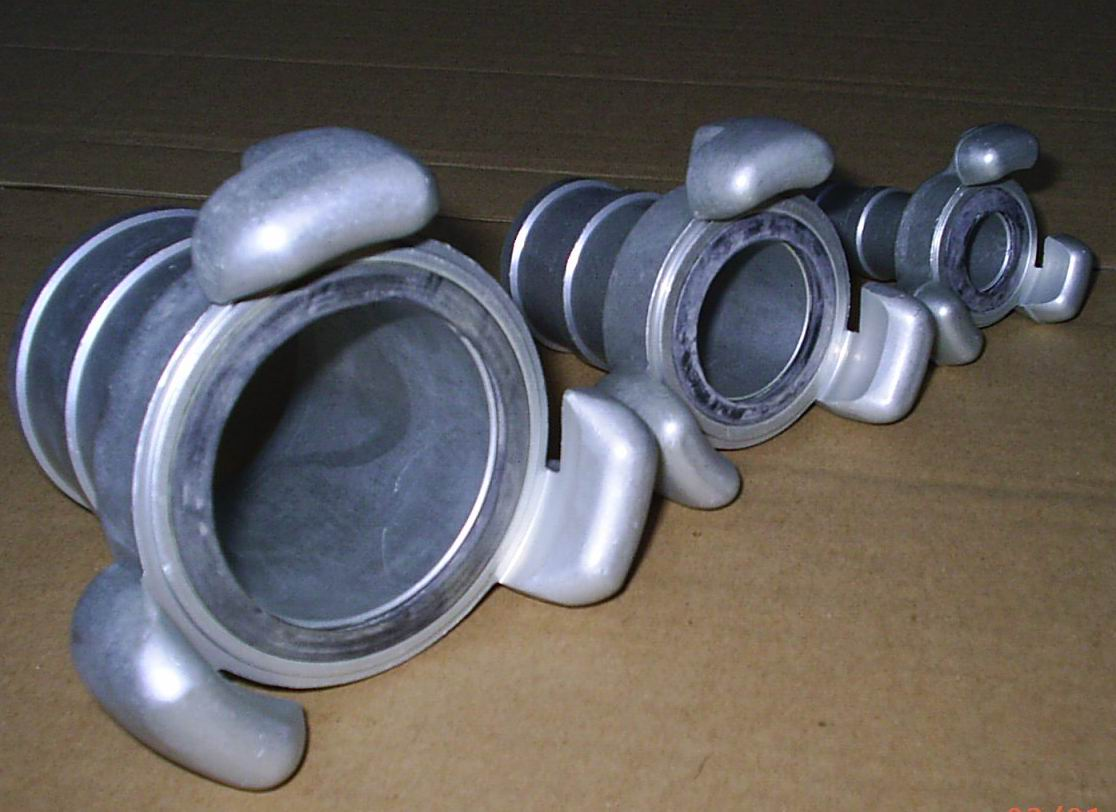
Gama de racores de aluminio tipo Barcelona s/UNE23400 para manguera en talla Ø25, Ø45 y Ø70.

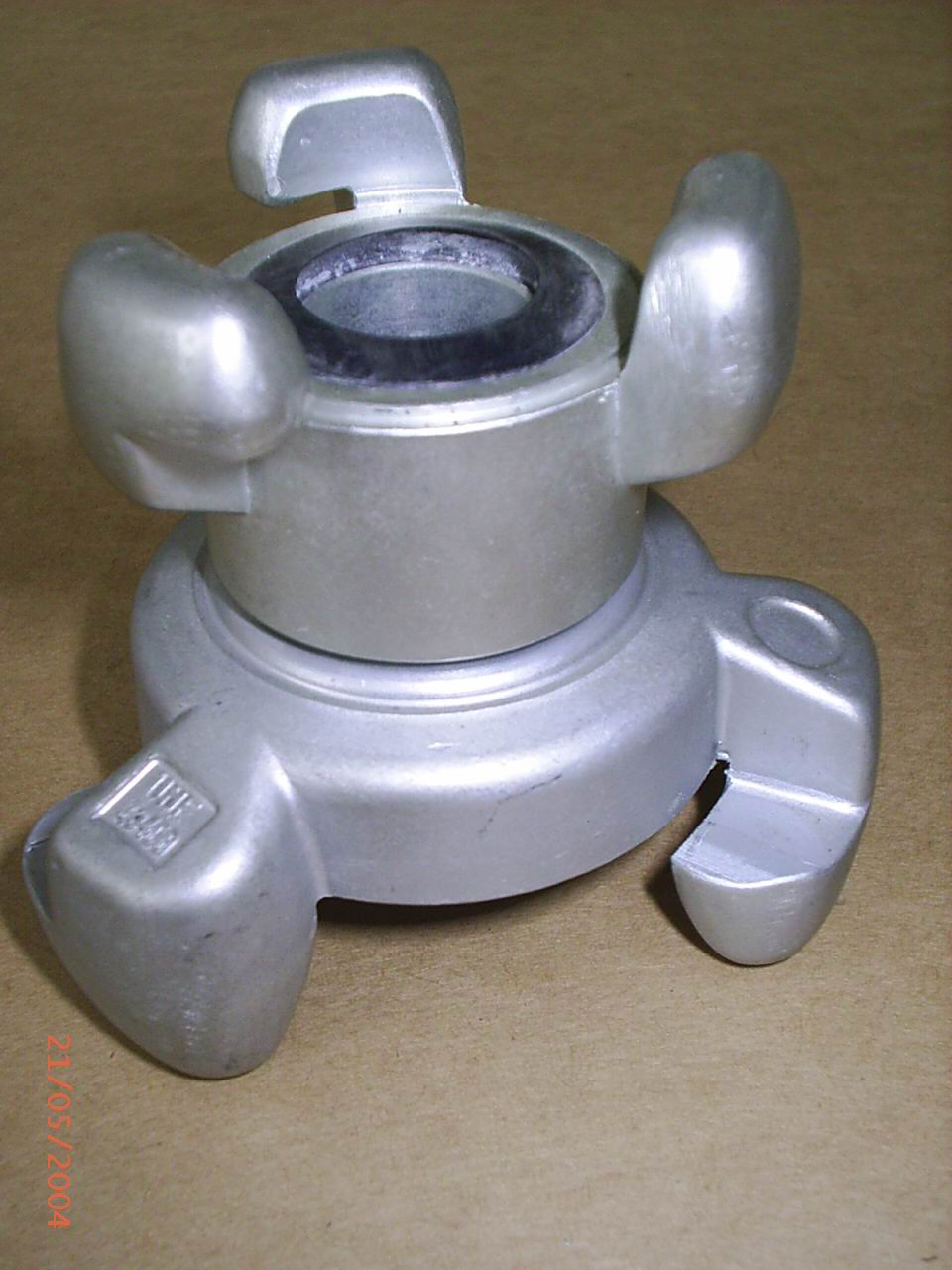
Reducción BcnØ25 a BcnØ45 para unión de mangueras de bomberos.

Martín Ángel Martín Rodríguez (Peñaranda de Bracamonte, Salamanca, España, 1 de julio de 1929 - 10 de abril de 1987) fue un ingeniero español autor de los perfeccionamientos e impulsor de la implantación del racor Barcelona según la norma UNE 23400 en España.

## Biografía
Emigró pronto a Madrid como consecuencia de la guerra civil española. A temprana edad tuvo contactos con el mundo de la mecánica del automóvil y en poco tiempo con el de los productos y materiales contra incendios (Empresa Anti-fyre). Fundó la extinta empresa González y Martín, desde donde se planteó el problema del sistema de conexión único para el mangaje de los cuerpos de bomberos como consecuencia del viejo incendio de la ciudad de Santander (1941) y del posterior de la refinería de Escombreras (1969) como impulsor para su rápida implantación.
Los primitivos racores (predecesores de los Barcelona) que provenían de algunos modelos de piezas de conexión de Rusia, y cuyos barcos atracaban en el puerto de Barcelona, (de ahí el nombre de racor Barcelona) tenían multitud de inconvenientes como la expulsión de la junta de unión bajo presión, la poca resistencia del metal de fundición (latón), etc. Por lo que Ángel Martín decidió cambiar radicalmente el racor con nuevos materiales de aleación ligera de estampación (Aluminio forjado), el cambio de algunas cotas, la nueva forma de la caja para la junta de unión, etc, creando finalmente el racor "Barcelona perfeccionado", en sus tres tamaños, a saber, diámetros de 25, 45 y 70 mm.
En un principio fue patentado como modelo de utilidad pero pronto se dio cuenta de que dicha reserva frenaba la implantación de los racores dentro del territorio nacional. Con la ayuda de ingenieros de la empresa Butano, s.a. (hoy Repsol Butano,s.a.) como D. Federico Salas Escriña o D. Narciso Belinchón Delgado, se implantó su uso generalizado en empresas petroquímicas como Campsa (Después CLH y ahora Exolum), la propia Butano, Gas Madrid (Hoy Gas Natural-Enagas), Cepsa, etc.
La participación del Ejército fue primordial para la generalización del sistema, pues el teniente coronel Moreno Salinas, el comandante Barrigón, y otros muchos militares especialmente del arma de ingenieros, apoyaron con pruebas e intenciones la implantación del sistema, emitiendo informes favorables sobre el racor.
Reunidos todos estos informes técnicos y resultados de pruebas en un expediente, se presentó ante los organismos oficiales para que emitieran la orden de su uso estandarizado. Estando el expediente con el Decreto redactado sobre la mesa del Presidente de Gobierno contemporáneo, Almirante Carrero Blanco, para la firma y posterior publicación, éste fue asesinado en un atentado terrorista y el expediente desapareció misteriosamente.
De hecho se pensó en que se impondría algún sistema extranjero como el Storz o el Guillemín, sin embargo, Ángel Martín volvió a buscar y juntar los informes o a repetir los que no se podían encontrar logrando finalmente que se firmase la orden que generalizaba el uso del racor "Barcelona Perfeccionado" bajo la norma UNE 23400 en toda la nación.
En 1977, tras años en el trabajo en el sector de la seguridad, inició la empresa Contrainsa, fabricando bombas centrífugas contra incendios, siendo el único fabricante nacional tras la desaparición de empresas como Fimesa, Defensa Contra Indendios "DCI", Extosa, etc.
Desde la década de los 50 hasta el final de sus días, diseñó y dirigió la construcción de vehículos contra incendios para todos los cuerpos de bomberos de España (desde Ayto. de Madrid, o Ayto. de Santiago de Compostela, hasta Granada o Diputación de Gerona). Dichos vehículos no solo eran autobombas sino vehículos muy especiales como "Electroventilador" (Vehículo que actuó en el incendio de la discoteca Alcalá 20 de Madrid) "Desagües y achiques", "Trasvase de GLP", etc.
Falleció el 10 de abril de 1987, en su domicilio de la calle Doctor Esquerdo de Madrid, tras años fecundos de producción de materiales para la seguridad contra incendios y para la protección de personas y bienes.
La ciudad de Madrid le honra con una calle a su nombre, en reconocimiento de su meritoria vida.